# Прапор Вижницького району
Прапор Вижницького району — офіційний символ Вижницького району затверджений рішенням Вижницької районної ради №6-11/04 від 25 березня 2004 року.

## Опис
Зелений прямокутник в пропорції 1:2 — символ Карпат — свободи, радості, надії та здоров'я. 1/3 прапора біла площина, на якій розташований герб Вижницького району. Посередині зеленого тла стрічка національних кольорів державного прапора України.
Прапор Вижницького району розробив художник Валерій Жаворонков.